# 本多富恭
本多 富恭 （ほんだ とみやす）は、越前福井藩家老。越前府中本多家（本多内蔵助家）第8代当主。松平忠昌の最後の男系子孫。

## 経歴
本多副昌の次男として生まれる。天保15年（1844年）兄・副尚の死去により嫡男となる。安政2年（1855年）越前府中の富商松井耕雪の協力で藩校・立教館を創設する。安政3年（1856年）父・副昌の隠居により家督相続する。文久2年（1862年）7月19日没。享年41。家督は養子の副元が相続した。